# 救世主顕栄聖堂 (ポラツク)

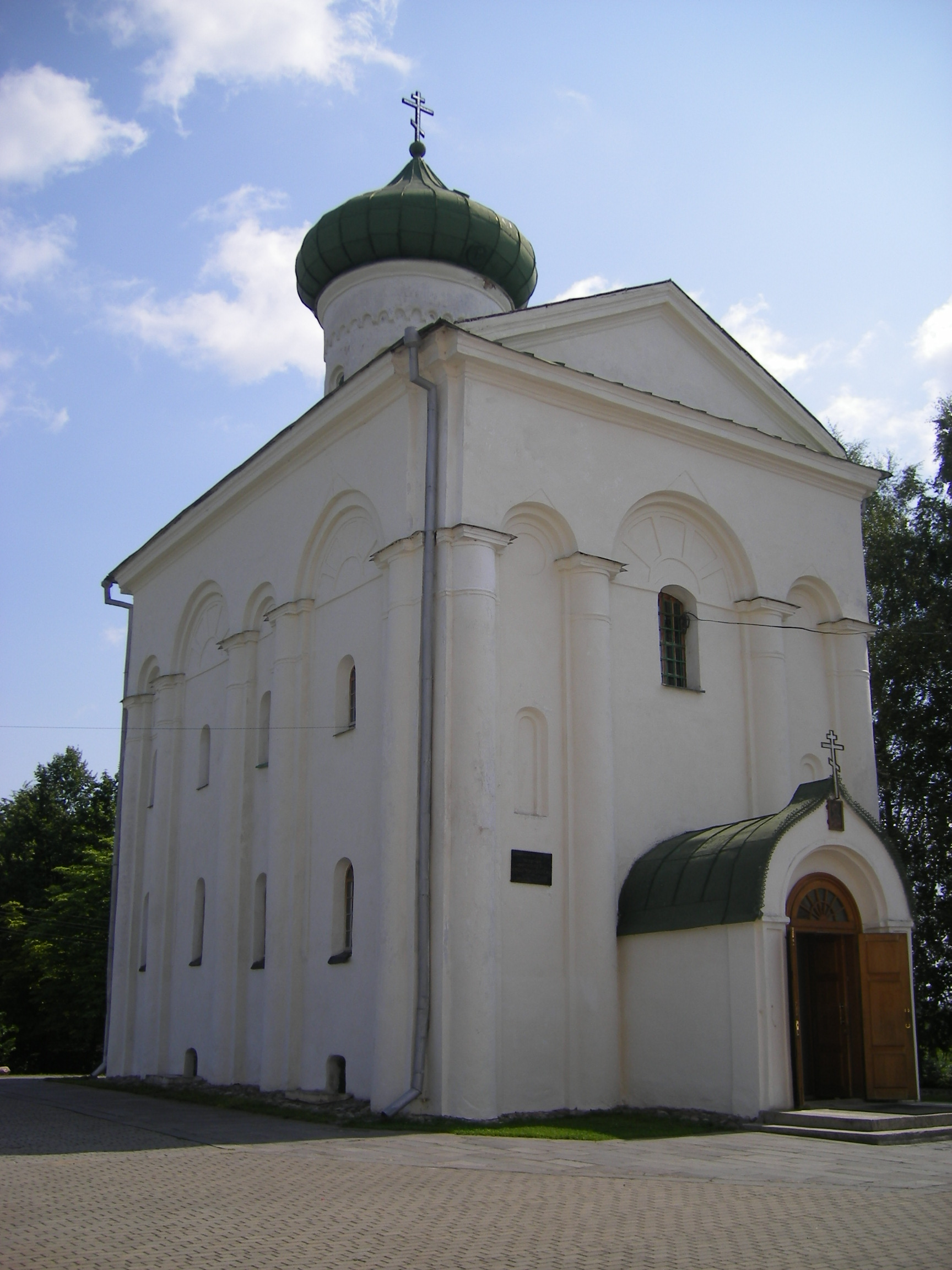
救世主顕栄聖堂（ベラルーシ、ポラツク）

本項はベラルーシ、ポラツクにある救世主顕栄聖堂（ベラルーシ語: Спаса-Праабражэнская царква、ロシア語: Спасо-Преображенский храм）を扱う。
この救世主顕栄聖堂は救世主聖エヴフロシニヤ修道院にある。建立は12世紀で、修道院内で現存する建物の中では最も古く、ベラルーシ全域においても唯一、12世紀当時の完全な姿を保っている聖堂である。
宗教弾圧政策をとっていたソビエト連邦によって修道院は1925年に閉鎖されたが、第二次世界大戦中の1943年に復興が許可された。しかし1960年に修道院が再び政府により閉鎖されて以降は、救世主顕栄聖堂は地域の教会として使用された。1980年代には聖堂を博物館化する動きもあったが、信徒たちの請願があり実行されなかった。
1989年、ロシア正教会聖シノドのもとに聖堂の管理が移った。1991年8月には、救世主顕栄聖堂で活動していた教会が、同じくポラツクにある神現大聖堂に拠点を移した。1990年代初頭から、聖堂内のフレスコ画イコンの修復が行われている。